# Мелеагър
Мелеагър в древногръцката митология е син на калидонския цар Ойней и неговата жена Алтея. Аполодор споменава, че всички говорят, как истинският му баща бил Арес. Според някои митове Мелеагър е баща на Партенопей и Полидора.

## Легенда
Когато Мелеагър навършва 7 години, мойрите предсказват, че ще живее докато главнята в огнището на дома им изгори. Впоследствие ще умре в първата битка в която участва, след това. Алтея, майка му незабавно я изгасила, за да я запази.
Мелагър се жени за Клеопатра, дъщерята на Идас. Според някои митове той побеждава с хитрост Аталанта в надбягване.
Подвига, който му носи безсмъртна слава е породен от недоглеждането на баща му. Веднъж, когато Ойней участва в празник на урожая, той принесъл благодарствена жертва на всички богове, но забравил Артемида. Оскърбената богиня, за наказание пратила в Калидон, чудовищен глиган, който погубвал реколтата, изкоренява дървета и убивал животни и хора. Мелеагър повикал на помощ всички прославени герои: Кастор и Полидевк, Адмет, Амфиарай, Тезей, Язон, Йолай, Пиритой, Пелей, Теламон и други. Героите дълго преследват звяра и той им нанеся множество рани, а Анкей дори умира от раните си. Накрая на Аталанта се удава да го уцели със своите стрели, а после Мелеагър го доубива с копието си. Мелеагър дава кожата на глигана на Аталанта, като награда. Вуйчовците му Токсей и Плексип, обаче са недоволни, че наградата е дадена на жена. Настава схватка между тях и Мелеагър и той ги убива. Също така убива и Еврипил и Ификъл, заради нанесена обида на Аталанта.
След като Мелеагър убил своите вуйчовци, неговата майка, Алтея, извадила недогорялата главня, върнала я в огъня, за да се сбъдне проклятието. Според някои учени като проф. Мирча Елиаде, тук личи ролята на т.нар. авункулат, която е преходна между матриархата и патриархата. При нея вуйчото има главна роля като глава на семейството и убийството на брата на майката е наказуемо със смърт. След като главнята изгаря Мелеагър не искал да участва. Скоро обаче вражеско племе нападнало племето на Мелеагър и взема голям превес. Тогава всички негови роднини започват да го молят да се включи в битката, дори майка му вдига проклятието си от него – уви късно е. Все пак Мелеагър се включва битката и тя в крайна сметка е спечелена от племето, но с цената на живота му.
Има и един Мелеагър, който е участвал и в похода на аргонавтите. Може да е същия този, но може и да не е. От Аталанта той е баща на Партенопей, макар че според други версии Хипомен е неин баща.